# مجلس أبحاث التكنولوجيا المتطورة
مجلس أبحاث التكنولوجيا المتطورة هو هيئة حكومية في أبو ظبي، مسؤولة عن تشكيل البحث والتطوير المتقدم للتكنولوجيا في أبو ظبي، عاصمة الإمارات العربية المتحدة. الأمين العام الحالي له هو فيصل البناي.
تأسس المجلس في مايو 2020 من قبل رئيس الإمارات العربية المتحدة السابق الشيخ خليفة بن زايد آل نهيان. يتولى مسؤولية تحديد السياسات والإجراءات الخاصة بالبحث والتطوير في أبو ظبي. ولديه ثلاثة كيانات تدير المجالات البحثية للمجلس، منها معهد الابتكار التكنولوجي - هذا هو ركيزة تكنولوجيا البحوث التطبيقية ومؤسسة البحث والتطوير العالمية. كما تعتبر "أسباير" ذراع المجلس  المخصصة لإدارة برامج التكنولوجيا  وقد انضم مجلس أبحاث التكنولوجيا المتطورة والجهتين التابعتين له وهما "معهد الابتكار التكنولوجي" و"أسباير" إلى مدينة مصدر في العام 2021.

## مراكز البحوث
يضم معهد الابتكار التكنولوجي التابع لمجلس 10 مراكز بحثية مخصصة.
- مركز أبحاث المواد المتقدمة (AMRC).[13][14]
- مركز أبحاث الروبوتات المستقلة (ARRC).[15]
- مركز أبحاث التشفير (CRC).[16][17]
- مركز أبحاث الذكاء الاصطناعي والعلوم الرقمية (AIDRC)
- مركز أبحاث الطاقة الموجهة (DERC)
- مركز أبحاث الكم (QRC).[18]
- مركز أبحاث الأنظمة الآمنة (SSRC).[19][20]
- مركز أبحاث المساحة والفضاء (PSRC)[21]
- مركز أبحاث الطاقة المتجددة والمستدامة (RSERC)
- مركز أبحاث التكنولوجيا الحيوية (BRC)

## مبادرات

### «خارطة الإمارات للأبحاث»
أطلق مجلس أبحاث التكنولوجيا المتطوِّرة  مبادرة «خارطة الإمارات للأبحاث» التي تهدف إلى دفع عجلة قطاع البحث، ورفع مستوى الكفاءات، وتوفير منصة مركزيةتُمكِّن الباحثين من الحصول على معلومات عن مراكز البحث والتطوير، وفرص التمويل ودعم المشاريع، وبرامج التدريب والإرشاد

### "المنصة العالمية للبحث والتطوير التكنولوجي"
أطلق المجلس هذه المنصة  "ضمن مشاركته في القمة العالمية للحكومات 2024ويسعى المجلس من خلالها  إلى سد الفجوة التكنولوجية التي تعاني منها مختلف الدول عبر تقديم الحلول المخصصة لاحتياجاتها الملحة،حيث خصص مجلس أبحاث التكنولوجيا المتطورة تمويلاً بقيمة 200 مليون دولار بهدف دعم وتسريع الابتكار،  في الدول الناشئة، وتدعو المنصة  مختلف الجهات الحكومية والمنظمات والجهات المعنية المؤهلة من مختلف أنحاء العالم لتقديم طلبات الانتفاع من  التمويل، علماً أن الأولوية ستُعطى للطلبات المبنية على أسس التعاون والشمولية، وتركز  في ستة قطاعات ذات أولوية وهي الطيران والفضاء، والغذاء والزراعة، والرعاية الصحية، والسلامة والأمن، والاستدامة والبيئة والطاقة، والنقل.

## إنجازات
- خلال عام 2024، زادت  أعداد كوادر البحث والتطوير التي تضمُّ نخبة من العلماء والباحثين بنسبة 20% ، كما ارتفع عدد الباحثين الإماراتيين بنسبة تفوق 9%، ليصل عددهم إلى 210 مواطنين إماراتيين يسهمون في إثراء مشهد البحث العلمي على المستوى العالمي.[24]
- خلال العام 2024استكمل  المجلس 28 مشروعاً بحثياً دولياً بالتعاون مع شبكة واسعة من الجامعات حول العالم[24]
- شهدت مجموعة من المشاريع المتطورة، التي صمَّمها معهد الابتكار التكنولوجي، من نماذج الذكاء الاصطناعي والتقنيات الكمّية، والقدرات ذاتية القيادة في الجو والبر والبحر، قبولاً واسعاً من العملاء[25]
- قام المجلس بإتمام ثلاث فعاليات كبرى نظَّمتها "أسباير"، تضمّنت إقامة "دوري أبوظبي للسباقات الذاتية"، و"تحدي محمد بن زايد العالمي للروبوت"، ومسابقة "إكس برايز لإطعام المليار التالي".[25]
- أطلق المجلس عدة شركات من خلال "فنتشر ون"، ذراع التسويق التجاري التابعة للمجلس، وهي:[25]

"STEER AI" تعنى بمستقبل التنقل الذاتي الآمن والذكي
"كوانتوم جيت" تعزز الحماية المتقدمة للأصول الرقمية في "حقبة ما بعد الكوانتوم"
شركة "نبات" توظِّف التقنيات المتطورة لاستعادة التوازن البيئي
"AI71"، تختص بابتكار حلول الذكاء الاصطناعي للمؤسسات
- خلال العام 2023..أطلق  المجلس 4 منتجات من العملات الرقمية المتقدمة وحلول مبتكرة للفضاء.[26]
- قدم  معهد الابتكار التكنولوجي " فالكون 180B"، وهو نموذج لغوي رائد مفتوح المصدر يضم 180 مليار معلمة شبكية مما يضع الإمارات على خريطة المنافسة في مجال الذكاء الاصطناعي[27]

## روابط خارجية
- الموقع الرسمي